# Strömsfors
Strömsfors är en ort i Norrköpings kommun. Orten ligger i Krokeks socken i Kolmården. Vid 2015 års tätortsavgränsning hade tätorten vuxit samman med Krokeks tätort.

## Befolkningsutveckling
| Befolkningsutvecklingen i Strömsfors 1950–2010 | Befolkningsutvecklingen i Strömsfors 1950–2010 | Befolkningsutvecklingen i Strömsfors 1950–2010 | Befolkningsutvecklingen i Strömsfors 1950–2010 | Befolkningsutvecklingen i Strömsfors 1950–2010 |
| --- | ---------------------------------------------- | ---------------------------------------------- | ---------------------------------------------- | ---------------------------------------------- |
| |                                                |                                                |                                                |                                                |
| År |                                                |                                                | Folkmängd                                      | Areal (ha)                                     |
| 1950 | 1950                                           |                                                | 270                                            | ##                                             |
| 1960 | 1960                                           |                                                | 199                                            | ¤                                              |
| 1965 | 1965                                           |                                                | 222                                            |                                                |
| 1975 | 1975                                           |                                                | 217                                            | 60                                             |
| 1980 | 1980                                           |                                                | 295                                            | 60                                             |
| 1990 | 1990                                           |                                                | 404                                            | 62                                             |
| 1995 | 1995                                           |                                                | 485                                            | 82                                             |
| 2000 | 2000                                           |                                                | 508                                            | 82                                             |
| 2005 | 2005                                           |                                                | 525                                            | 82                                             |
| 2010 | 2010                                           |                                                | 528                                            | 82                                             |
| Anm.: Mindre än 200 invånare 1960; Ny tätort 1965; Ej tätort 1970; Ny tätort 1975. Sammanvuxen med Krokek 2015. ## Som tätort/befolkningsagglomeration 1920–1950. ¤ Som tätortsbebyggelse med 150-199 invånare |                                                |                                                |                                                |                                                |

## Näringsliv
Största arbetsgivare i orten är Polyproject.